# Mi respuesta
La mia risposta (en español: Mi respuesta) es el cuarto álbum en italiano y tercer álbum en español de la cantante pop italiana Laura Pausini.
En este álbum podemos encontrar a una artista más madura y una voz más elaborada, estos eran los elementos esenciales de un disco que vendió unas 200 000 copias en España y llegó al #8 en su segunda semana de publicación. La popularidad de este disco no alcanzó las cuotas de los anteriores álbumes de la cantante italiana, aunque los sencillos Emergencia de amor y En ausencia de ti se posicionaron entre las radios italianas, de Estados Unidos y América Latina. Hay una canción en el álbum que es escrita por Phil Collins, este la escribió al mirar el talento de Laura Pausini en una entrevista, a septiembre del año 2000 el álbum había superado las 3 millones de copias.

## Lista de canciones
| N.º | Título                 | Letras                            | Música                        | Duración |  |
| 1.  | «La mia risposta»      | Laura Pausini, Cheope             | Claudio Guidetti              | 3:42     |  |
| 2.  | «Stanotte stai con me» | Pausini, Cheope                   | Giuseppe Tosetto              | 4:09     |  |
| 3.  | «Un'emergenza d'amore» | Pausini, Cheope, Massimo Pacciani | Eric Buffat                   | 4:34     |  |
| 4.  | «Anna dimmi sì»        | Pausini                           | Buffat                        | 3:57     |  |
| 5.  | «Una storia seria»     | Pausini, Cheope                   | Salvatore Mauro Ragusa        | 4:41     |  |
| 6.  | «Come una danza»       | Pausini, Cheope                   | Buffat                        | 5:18     |  |
| 7.  | «Che bene mi fai»      | Pausini, Cheope                   | Buffat                        | 4:20     |  |
| 8.  | «In assenza di te»     | Pausini, Cheope                   | Antonio Galbiati              | 4:30     |  |
| 9.  | «Succede al cuore»     | Cheope                            | Ragusa                        | 3:41     |  |
| 10. | «Tu cosa sogni?»       | Cheope                            | Tosetto                       | 3:50     |  |
| 11. | «Buone verità»         | Pausini                           | Giorgio Vanni, Massimo Longhi | 4:01     |  |
| 12. | «La felicità»          | Pausini, Cheope                   | Buffat, Galbiati              | 3:56     |  |
| 13. | «Looking for an Angel» | Phil Collins                      | Collins                       | 4:13     |  |

### Mi respuesta
| N.º | Título                 | Letras                            | Música                        | Adaptación en español           | Duración |  |
| 1.  | «Mi respuesta»         | Laura Pausini, Cheope             | Claudio Guidetti              | Pausini, Badia                  | 3:42     |  |
| 2.  | «Quédate esta noche»   | Pausini, Cheope                   | Giuseppe Tosetto              | Badia                           | 4:09     |  |
| 3.  | «Emergencia de amor»   | Pausini, Cheope, Massimo Pacciani | Eric Buffat                   | Pausini, C. Pixin, León Tristán | 4:34     |  |
| 4.  | «Ana dime si»          | Pausini                           | Buffat                        | Pausini, Badia                  | 3:57     |  |
| 5.  | «Una historia seria»   | Pausini, Cheope                   | Salvatore Mauro Ragusa        | Pausini, Badia                  | 4:41     |  |
| 6.  | «Como una danza»       | Pausini, Cheope                   | Buffat                        | Pausini, Badia                  | 5:18     |  |
| 7.  | «Me siento tan bien»   | Pausini, Cheope                   | Buffat                        | Badia                           | 4:20     |  |
| 8.  | «En ausencia de ti»    | Pausini, Cheope                   | Antonio Galbiati              | Pausini, Badia                  | 4:30     |  |
| 9.  | «Sucede a veces»       | Cheope                            | Ragusa                        | Pausini, Badia                  | 3:41     |  |
| 10. | «¿Tú con qué sueñas?»  | Cheope                            | Tosetto                       | Pausini, Badia                  | 3:50     |  |
| 11. | «Una gran verdad»      | Pausini                           | Giorgio Vanni, Massimo Longhi | Pausini                         | 4:01     |  |
| 12. | «Felicidad»            | Pausini, Cheope                   | Buffat, Galbiati              | Pausini                         | 3:56     |  |
| 13. | «Looking for an Angel» | Phil Collins                      | Collins                       | —                               | 4:13     |  |

## Posicionamiento en las listas musicales
| Chart (1998)                    | Peak Position |
| ------------------------------- | ------------- |
| Belgian Albums Chart (Wallonia) | 26            |
| Dutch Albums Chart              | 34            |
| European Albums Chart           | 9             |
| French Albums Chart             | 64            |
| German Albums Chart             | 66            |
| Italian Albums Chart            | 1             |
| Spanish Albums Chart            | 8             |
| Swedish Albums Chart            | 30            |
| Swiss Albums Chart              | 3             |
| US Top Latin Albums             | 23            |
| US Latin Pop Albums             | 12            |

## Certificaciones
| Certificaciones de Mi respuesta |              |            |    |           |
| Italia                          | FIMI         | 2x Platino | 2▲ | 200 000   |
| Argentina                       | CAPIF        | Oro        | ●  | 50 000    |
| Suiza                           | IFPI — Suiza | Oro        | ●  | 25 000    |
| España                          | PROMUSICAE   | 2x Platino | 2▲ | 200 000   |
|                                 | World        | Platino    | ▲  | 3 000 000 |